# Lejonkungen (film, 2019)
Lejonkungen (originaltitel: The Lion King) är en amerikansk animerad familjefilm från 2019 i regi av Jon Favreau. Filmen, som är gjord med hjälp av CGI, är en nyinspelning av filmen Lejonkungen från 1994. Den hade världspremiär på bio den 17 juli 2019 och premiär i USA den 19 juli 2019. Filmens röstskådespelare är Donald Glover, Seth Rogen, Chiwetel Ejiofor, Alfre Woodard, Billy Eichner, John Kani, John Oliver, Florence Kasumba, Eric Andre, Keegan-Michael Key, Beyoncé Knowles-Carter och James Earl Jones.
Förutom att Hans Zimmer återvände för att göra musiken, precis som han gjorde i originalfilmen från 1994, så återvände även Elton John och Tim Rice för att omarbeta filmens sånger. Den ursprungliga filmens samtliga fem sånger inkluderas i den här filmen. Elton John och Tim Rice har även gjort en ny sång, "Never Too Late" som framförs av John under eftertexterna. Den enda av de gamla sångerna som har omarbetats är "Be Prepared", så att den passar Scars nya skådespelare Chiwetel Ejiofor. Den svenska versionen av "Circle of Life" framförs av Laila Adèle.
Efter att ha tjänat in över 1,3 miljarder dollar slog Lejonkungen Frosts rekord som den mest inkomstbringande animerade filmen någonsin.
På Oscarsgalan 2020 nominerades filmen för bästa specialeffekter men förlorade mot krigsfilmen 1917.

## Handling
I Lejonriket på den afrikanska savannen föds lejonungen Simba av rikets kungapar kung Mufasa och drottning Sarabi. Medan Simba växer upp till en nyfiken och äventyrslysten lejonunge kan han knappt vänta tills dagen kommer då han ska ta över som den nya lejonkungen. Men Simbas farbror Scar däremot vill ta över tronen själv. Så Scar mördar Mufasa och lägger skulden på Simba så att Simba inte ser något annat val än att lämna Lejonriket och låta Scar bestiga tronen i Lejonklippan.
Långt utanför Lejonriket träffar Simba surikaten Timon och vårtsvinet Pumbaa som blir hans nya vänner. Timon och Pumbaa låter Simba bo hos dem i djungeln där de lär honom deras filosofi Hakuna Matata (swahili för "det finns inga bekymmer") och Simba växer sedan upp till ett fullvuxet lejon. När Simbas gamla barndomsvän Nala en dag plötsligt dyker upp och berättar för Simba hur läget är i Lejonriket sedan Scar tog över tronen, börjar Simba inse att han måste återvända till Lejonriket och återta sin rätta plats som lejonkungen.

## Rollista (i urval)
| Engelska röster                                          | Svenska röster                           | Karaktär |
| -------------------------------------------------------- | ---------------------------------------- | -------- |
| Donald Glover JD McCrary (som liten)                     | John Lundvik Ruben Adolfsson (som liten) | Simba    |
| Seth Rogen                                               | Linus Eklund Adolphson                   | Pumbaa   |
| Chiwetel Ejiofor                                         | Fred Johanson                            | Scar     |
| Alfre Woodard                                            | Sharon Dyall                             | Sarabi   |
| Billy Eichner                                            | Björn Gustafsson                         | Timon    |
| John Kani                                                | Svante Thuresson                         | Rafiki   |
| John Oliver                                              | Christian Hedlund                        | Zazu     |
| Beyoncé Knowles-Carter Shahadi Wright Joseph (som liten) | Molly Hammar Olivia Cepeda (som liten)   | Nala     |
| James Earl Jones                                         | Johan Schinkler                          | Mufasa   |
| Florence Kasumba                                         | Livia Millhagen                          | Shenzi   |
| Eric Andre                                               | Mattias Knave                            | Azizi    |
| Keegan-Michael Key                                       | Andreas Rothlin Svensson                 | Kamari   |
| Penny Johnson Jerald                                     | Sharon Dyall                             | Sarafina |
| J. Lee                                                   | Anis Don Demina                          | Hyena    |